# William Tuttle (truccatore)
William Julian Tuttle, noto come William J. Tuttle o William Tuttle (Jacksonville, 13 aprile 1912 – Pacific Palisades, 27 giugno 2007), è stato un truccatore statunitense.

## Biografia
Nato in Florida, già a 15 anni iniziò a lavorare nel mondo dello spettacolo per contribuire al sostentamento della famiglia come musicista. Appena maggiorenne si trasferì a Hollywood, dove iniziò a lavorare presso gli studi della Fox. In seguito divenne collaboratore di Jack Dawn, alla 20th Century Fox e successivamente lo seguì alla MGM. 
Dopo il ritiro di Dawn, divenne capo del dipartimento relativo al makeup della MGM e rimase tale per oltre venti anni.
Iniziò negli anni '30 a lavorare come truccatore nel film I vampiri di Praga. Da quel momento contribuì alla realizzazione di oltre 360 film, fino al 1985. Attivo in qualsiasi tipo di genere cinematografico, dall'horror alla commedia, passando per i film d'azione e di avventura, prese parte ai film di Alfred Hitchcock, Gene Kelly, Mel Brooks, Richard Brooks, John Huston, John Frankenheimer, Guy Green, George Marshall e altri grandi registi.
Nel 1965 fu insignito dell'Oscar onorario per i notevoli risultati nel campo del trucco per Le 7 facce del Dr. Lao

## Filmografia
- Kim, regia di Victor Saville (1950)
- L'indossatrice (A Life of Her Own), regia di George Cukor (1950)
- Solitudine (Night into Morning), regia di Fletcher Markle (1951)
- Il cacciatore del Missouri (Across the Wide Missouri), regia di William A. Wellman (1951)
- Marito per forza (Love Is Better Than Ever), regia di Stanley Donen (1952)
- Bright Road, regia di Gerald Mayer (1953)
- Nebbia sulla Manica (Dangerous When Wet), regia di Charles Walters  (1953)
- Spettacolo di varietà (The Band Wagon), regia di Vincente Minnelli (1953)
- Amanti latini (Latin Lovers), regia di Mervyn LeRoy (1953)
- Baciami Kate! (Kiss Me Kate), regia di George Sidney (1953)
- È sempre bel tempo (It's Always Fair Weather), regia di Stanley Donen e Gene Kelly (1955)
- Les Girls, regia di George Cukor (1957)
- Susanna agenzia squillo (Bells Are Ringing), regia di Vincente Minnelli (1960)
- I trecento di Fort Canby (A Thunder of Drums), regia di Joseph M. Newman (1961)
- Rodaggio matrimoniale (Period of Adjustment), regia di George Roy Hill (1962)
- Le 7 facce del Dr. Lao (7 Faces of Dr. Lao), regia di George Pal (1964)